# Coatepeque
Coatepeque é uma cidade da Guatemala do departamento de Quetzaltenango.